# Songs from a Room
| Recensione                        | Giudizio        |
| --------------------------------- | --------------- |
| AllMusic                          | [ 3 ]           |
| Debaser                           | [ 4 ]           |
| The New Rolling Stone Album Guide | [ 5 ]           |
| Sputnikmusic                      | 4.0 (Excellent) |
| Piero Scaruffi                    | [ 7 ]           |
| Ondarock                          | [ 8 ]           |
| Dizionario del Pop-Rock           | [ 9 ]           |
| 24.000 dischi                     | [ 10 ]          |

Songs from a Room è il secondo album discografico di Leonard Cohen, pubblicato nel 1969.

## Tracce
Lato A
Testi e musiche di Leonard Cohen, eccetto dove indicato.
1. Bird on the Wire – 3:25
2. Story of Isaac – 3:38
3. A Bunch of Lonesome Heroes – 3:15
4. The Partisan – 3:37 (Hy Zaret, Anna Marly)
5. Seems So Long Ago, Nancy – 3:39

Lato B
Testi e musiche di Leonard Cohen.
1. The Old Revolution – 4:48
2. The Butcher – 3:19
3. You Know Who I Am – 3:28
4. Lady Midnight – 2:50
5. Tonight Will Be Fine – 3:55

### CD
Edizione CD del 2007, pubblicato dalla Columbia/Legacy Records (88697 04740 2)
Testi e musiche di Leonard Cohen, eccetto dove indicato.
1. Bird on the Wire – 3:29
2. Story of Isaac – 3:39
3. A Bunch of Lonesome Heroes – 3:18
4. The Partisan – 3:29 (Hy Zaret, Anna Marly)
5. Seems So Long Ago, Nancy – 3:41
6. The Old Revolution – 4:50
7. The Butcher – 3:22
8. You Know Who I Am – 3:32
9. Lady Midnight – 3:02
10. Tonight Will Be Fine – 3:53
11. Like a Bird (Bird on the Wire) – 3:21
12. Nothing to One (You Know Who I Am) – 2:18

## Musicisti
- Leonard Cohen - voce, chitarra acustica
- Ron Cornelius - chitarra acustica, chitarra elettrica
- Charlie Daniels - chitarra acustica, basso, fiddle
- Elkin Bubba Fowler - chitarra acustica, basso, banjo
- Bob Johnston - tastiere
- Henry Zemel - jew's harp

Musicisti aggiunti
- Sconosciuto - accordion (brano: The Partisan)
- Sconosciuta - voce (brano: The Partisan)[13]

Note aggiuntive
- Bob Johnston - produttore
- Registrazioni effettuate al Columbia Studio A di Nashville (Tennessee) con registrazioni aggiunte effettuate a Parigi (brano The Partisan, accordion e voce femminile)[13]
- Neil Wilburn - ingegnere delle registrazioni
- John Berg - foto copertina album originale
- Ira Friedlander - design copertina album originale[14]

## Classifica
Album
| Anno | Classifica            | Posizione raggiunta |
| ---- | --------------------- | ------------------- |
| 1969 | Official Albums Chart | 2                   |
| 1969 | Dutch Charts          | 12                  |
| 1969 | Billboard 200         | 63                  |
| 1969 | italiancharts.com     | 91                  |